# Чернобыль: Последнее предупреждение
«Чернобыль: Последнее предупреждение» (англ. Chernobyl: The Final Warning, в советских титрах «Последнее предупреждение») — драматический телефильм, совместного производства США и СССР, рассказывающий историю первых дней аварии на Чернобыльской АЭС. Фильм снят режиссёром Энтони Пейджем по материалам книги Роберта Гейла «Последнее предупреждение: Наследие Чернобыля», написанной в соавторстве с Томасом Хаузером. Главную роль доктора Роберта Гейла сыграл Джон Войт. Премьерный показ состоялся 22 апреля 1991 года на американском канале TNT.

## Сюжет
В результате неудачного эксперимента на Чернобыльской АЭС происходит взрыв атомного реактора четвёртого энергоблока. В первые минуты после аварии, по тревоге на ликвидацию возгорания отправляется команда пожарных из Припяти, которые, не подозревая об опасности радиационного излучения, поднимаются на крышу ЧАЭС к эпицентру разрушения реактора, там им удаётся не допустить дальнейшего распространения огня на другие участки станции. Будучи в самом очаге радиоактивного заражения, пожарные и сотрудники электростанции получают высокую дозу облучения. Всех поражённых лучевой болезнью отправляют на лечение в Москву.
Услышав по новостям о трагедии, американский специалист в лечении лейкемии доктор Роберт Гейл предлагает советскому правительству свою помощь, он прилетает в Москву и обследует пострадавших. Как большой эксперт в изучении гематологии, онкологии и иммунологии, оценив ситуацию, он предлагает свой способ лечения, основанный на пересадке костного мозга. Также Гейл привлекает к сотрудничеству других западных врачей, специалистов высокого уровня. Так как большинство первых пострадавших получили дозу облучения, несовместимую с жизнью, спасти удаётся немногих.
В то же время разворачивается драматическая история сержанта пожарной команды Валерия Мащенко, получившего при тушении пожара острую лучевую болезнь. Его беременная жена Елена, эвакуированная из Припяти вместе с остальными жителями, оказывается в Киеве, узнав, что Валерий находится в московской больнице, немедленно, преодолевая все трудности и препоны, отправляется к нему и несмотря на опасность заражения, остаётся рядом с умирающим мужем до конца его жизни.
По завершении своей миссии доктор Гейл на пресс-конференции делает заявление, что Чернобыльская катастрофа должна стать предостережением всему человечеству.

## В ролях
- Джон Войт — доктор Роберт Гейл
- Джейсон Робардс — Арманд Хаммер
- Аннетт Кросби — доктор Галина Ивановна Петрова
- Иан Макдермид — доктор Василенко
- Винсент Риотта[англ.] — Валерий Мащенко, сержант пожарной команды
- Самми Дейвис — Елена Мащенко, жена Валерия
- Стивен Хартли[англ.] — Александр Мащенко, пожарный, брат Валерия
- Джим Исида[англ.] — доктор Пол Терасаки[англ.]
- Кит Эдвардс — доктор Дик Чамплин
- Алекс Нортон[англ.] — доктор Юрий Андреев
- Джек Клэфф — доктор Питер Клаасен
- Дебора Уэстон — Теймар Гейл, жена Роберта
- Юрий Петров — Виктор Васильевич, переводчик
- Себастьян Шоу — Михаил Архипович, дедушка Елены
- Энн Дайсон — бабушка Елены
- Тревор Купер[англ.] — Фёдор, руководитель эксперимента
- Лоркан Кранич — Борис Чернов, оператор 4-го энергоблока
- Олег Новиков — Ваня, 1-й оператор
- Игорь Ливанов — Игорь, 2-й оператор
- Крис Уокер — Гриша, оператор
- Владимир Трошин — Михаил Горбачёв
- Дмитрий Матвеев — доктор
- Дмитрий Орлов — Алёша, пожарный
- Вадим Ледогоров — майор Леонид Шерченко
- Карина Дымонт — Катя
- Геннадий Юхтин — человек в штатском
- Алексей Елизаветский — Владимир Шашенок
- Анна Варпаховская — переводчик Горбачёва

## Признание
Лента была удостоена награды за лучший телефильм, премии Environmental Media Awards (EMA Award), которая присуждается за фильмы и сериалы с экологическим посланием.

## Дополнительные материалы
Показанная в фильме история сержанта пожарной команды Валерия Мащенко и его супруги Елены произошла на самом деле, источником послужила реальная история командира отделения пожарной части Припяти — Василия Игнатенко и его жены Людмилы.